# Europium(II)-selenid
Europium(II)-selenid ist eine anorganische chemische Verbindung des Europiums aus der Gruppe der Selenide.

## Gewinnung und Darstellung
Das Europium(II)-selenid wird aus Europium(II)-chlorid in einem Überschuss an Selen im Wasserstoffstrom bei 600 °C zur Reaktion gebracht. Um das überschüssige Selen zu entfernen, wird der Wasserstoffstrom auf 820 °C erhitzt.

## Eigenschaften
Europium(II)-selenid kristallisiert kubisch in der Raumgruppe Fm3m (Raumgruppen-Nr. 225) mit a = 619,5 pm mit vier Formeleinheiten pro Elementarzelle
und verhält sich unterhalb einer Temperatur von 7 K ferromagnetisch.